# Mencionado en los despachos

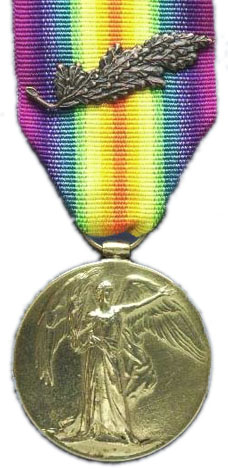
Medalla de la victoria 1914-18 con mención en Despatches (británico) Racimo de hojas de roble I

Un miembro de las fuerzas armadas mencionados en despachos (en inglés: mentioned in dispatches o MID) es alguien cuyo nombre aparece en un informe oficial escrito por un oficial superior y enviada al alto mando, en el que se describe su acción meritoria de cara al enemigo.
En varios países, el nombre de un miembro del servicio debe ser mencionado en los despachos como condición para recibir ciertas decoraciones.